# Lev Philippovitch Wolkenstein
Lev Philippovitch Wolkenstein (Лев Фили́ппович Волькенште́йн en russe ; Rostov-sur-le-Don, 3 septembre 1857 - Courbevoie, 20 mai 1935) était un juriste et avocat russe issu de la famille Wolkenstein, une famille ashkénaze de Berdytchiv ayant prospéré dans l'Empire russe au milieu du XIXe siècle, à Taganrog et Kichinev. Politiquement libéral, il était cadet, membre du Parti constitutionnel démocratique.
Lev Philippovitch Wolkenstein avait trois demi-frères, Ossip Philippovitch Wolkenstein, qui sera un homme d'affaires et politique de Rostov-sur-le-Don, Akim Philippovitch Wolkenstein, médecin militaire ayant acquis la noblesse héréditaire et Emmanuel Philippovitch dont on sait peu de choses mais dont on retrouve la trace comme marchand à Kichinev en 1870, et un frère Mikhaïl Philippovitch Wolkenstein qui sera également avocat.

## Biographie

### Enfance: De Berdytchiv au gymnasium de Tagarong
Lev Philippovitch (Isaak-Leib Falkevitch ou Govshiyovitch) naît en 1857 à Rostov-sur-le-Don dans une famille de Juifs de Galicie, les Wolkenstein. Son père Govshiya Falik Wolkenstein est marchand de la troisième guilde et gestionnaire de domaine pour l'aristocratie polonaise. C'est un maskil qui souhaite donner une éducation à ses fils dans le contexte de l'antisémitisme de l'Empire Russe. Govshiya Falik Wolkenstein meurt en 1861. Son fils aîné, Ossip Philippovitch Wolkenstein s'installe en 1863 à Taganrog et prendra en charge financièrement l'éducation de ses deux demi-frères, Lev Philippovitch Wolkenstein et Mikhaïl Philippovitch Wolkenstein . Lev Philippovitch Wolkenstein étudiera au gymnasium classique pour garçons de Taganrog (ru). C'est lors de son entrée au gymnasium que ses prénoms seront russifiés. Là, il rencontre Anton Tchekhov dont il devient l'ami. Un anecdote célèbre scelle cette amitié. Lorsque Tchekhov était en septième année au gymnasium et Lev Philippovitch Wolkenstein en huitième année de premier cycle, tous les élèves de la classe à l'exception de Lev Philippovitch Wolkenstein, refusèrent d'écrire une dissertation sur le sujet qui leur était posé. Cela provoqua un conflit entre Lev Philippovitch Wolkenstein et ses camarades de classe. L'un d'eux le traita de « zhyd », nom péjoratif pour désigner les Juifs en russe.  Lev Philippovitch Wolkenstein le gifla au visage. Pour cette réaction et cette bagarre, il fut  expulsé du gymnasium. Après cela, Tchekhov incita ses camarades de classe à écrire une déclaration collective selon laquelle tous quitteraient le gymnasium si Wolkenstein ne était pas réintégré. Il fut réintégré puis diplômé du gymnasium. 

### Carrière de juriste puis d'avocat
Lev Philippovitch étudie ensuite à la Faculté de droit de l'université d'État de Saint-Pétersbourg .  Les Lois de mai  de 1882 à caractère antisémite imposent un quota dans la profession d'avocat . Les juristes juifs doivent travailler comme assistants plusieurs années pour des avocats en titre avant de demander l'accès au barreau par autorisation directe du Ministre de la Justice. Lev Philippovitch ne devient donc avocat qu'en 1905. En 1888, il participe comme assistant au procès Maximenko, celui d'une femme accusée d'avoir empoisonné son mari et qui fut acquittée. Un célèbre avocat russe Fyodor Plevako (ru) et le médecin de la prison Mark Krasso sont également acteurs de ce procès. 

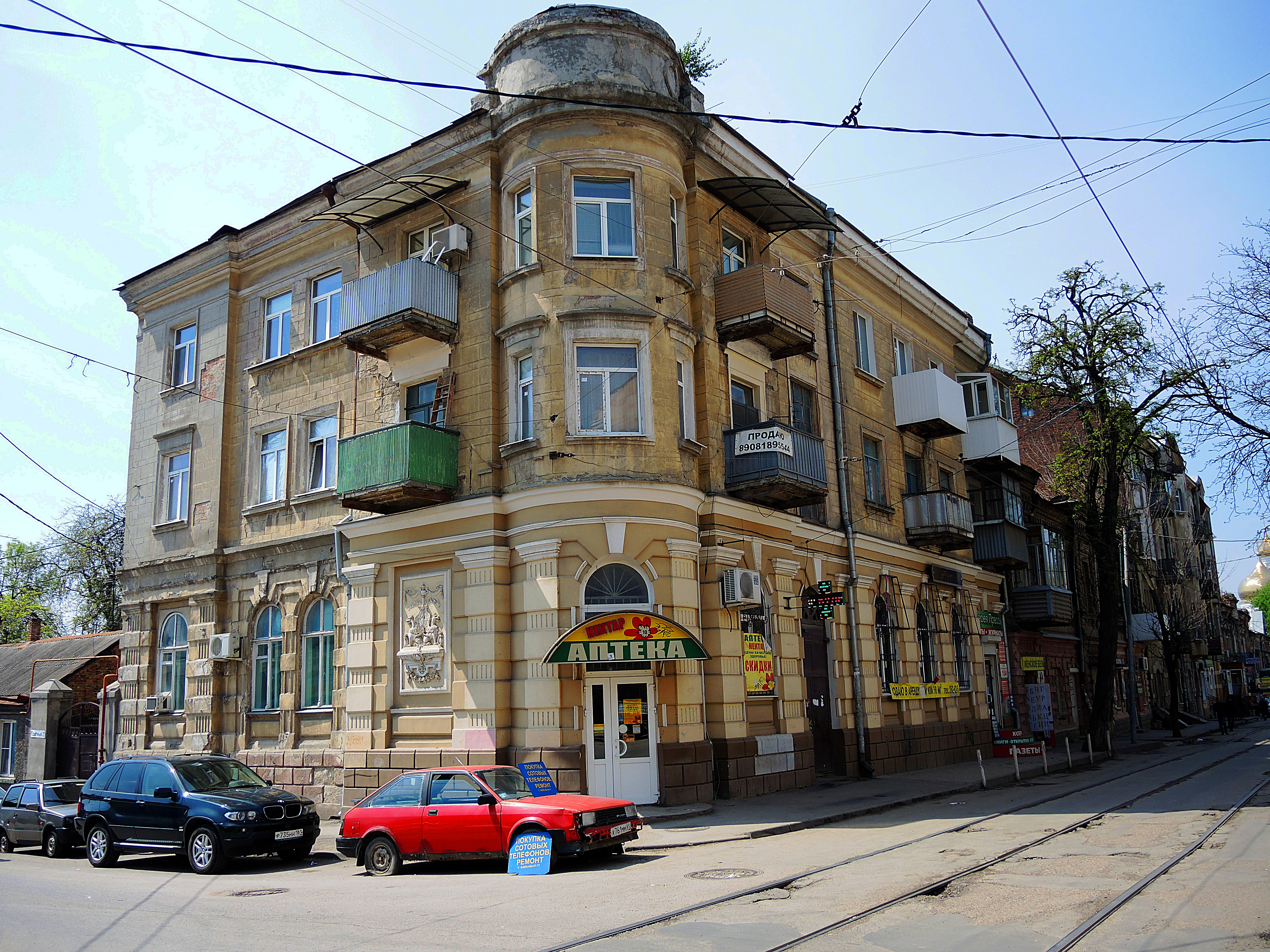
Maison Wolkenstein (2015)

Dans les années 1890, il est juriste au tribunal de Novotcherkassk  .En 1890, il achète une maison à Rostov-sur-le-Don au coin de la rue Staro-Pochtovaya (maintenant rue Stanislavskovo) et de la ruelle Kazansky (maintenant la voie Gazetny) et la restaure; elle est connue comme Maison Wolkenstein (ru). À partir du milieu des années 1890, Wolkenstein vécut dans cette maison avec sa femme Sofia Efremovna Wolkenstein (1961-1940),  ses filles Alicia, Olga et Eugenia et son jeune fils Yura (George) Wolkenstein (1892-1963). Selon Tchekhov, en 1896, Wolkenstein avait également une datcha à Kislovodsk. La maison est devenue une maison de rapport. Le bâtiment existe toujours et maintenant considéré comme une monument architectural régional. La maison fut dévaster lors du pogrom d'octobre 1905 qui fit plus de 150 morts à Rostov. Il habitera ensuite avec sa famille dans son autre maison de la rue Staro-Potchovaya. Tchekhov rendait visite à son ami dans cette maison. Lev Philippovitch Wolkenstein et Anton Tchekhov fréquentait le théâtre fondé par Vladimir Ivanovitch Asmolov,  le théâtre le plus grand et le plus célèbre de Rostov-sur-le-Don à cette époque. En 1910, Vladimir Asmolov le vendit à Lev Philippovitch Wolkenstein et Iosif Moiseevich Fain (russe : Иосиф Моисеевич Файн). Il travaillait également comme juriste pour le journal Pryazovskyi Kray (ru) et son portrait fut publier pour les 25 ans du journal.    

### Carrière politique chez lesCadets
Après le pogrom et la révolution de 1905, Lev Philippovitch est considéré par l'Okhrana local comme un soutien du Parti ouvrier social-démocrate de Russie. Il devient l'un des leaders des cadets de Rostov sur le Don et participera en 1906 à la fondation d'une milice d'autodéfense juive. Progressivement il se retire de son métier d'avocat pour consacrer son temps à la vie sociale de Rostov sur le Don et à la politique. Il suit l'évolution libérale des Cadets et participera à la campagne électorale de la Douma locale en 1915 auprès du leader des Cadets, Vladimir Zeeler qui deviendra Maire de Rostov sur le Don en 1917. En 1917, Lev Philippovitch se retire à Kislovodsk et en préside la Douma lors du gouvernement provisoire puis gère la ville sous surveillance de la Tcheka en 1918. En 1919, la pression des groupes de Cosaques blancs d'Andreï Chkouro et Viktor Pokrovski est importante. La ville passera sous le commandement de Chkouro en 1919 puis à nouveau aux Bolcheviks puis à nouveau à l'armée blanche. En 1919, Lev Philippovitch Wolkenstein rentrera à Rostov sur le Don, Taganrog est alors transitoirement le quartier général de Dénikine. Après le recul de l'armée des Volontaires en 1920, Rostov est sous le contrôle des Bolcheviks avec répression de la Tcheka. . En 1921 Lev Philippovitch décidera de s'exiler et quittera définitivement Rostov en juillet. 

### Exil en France

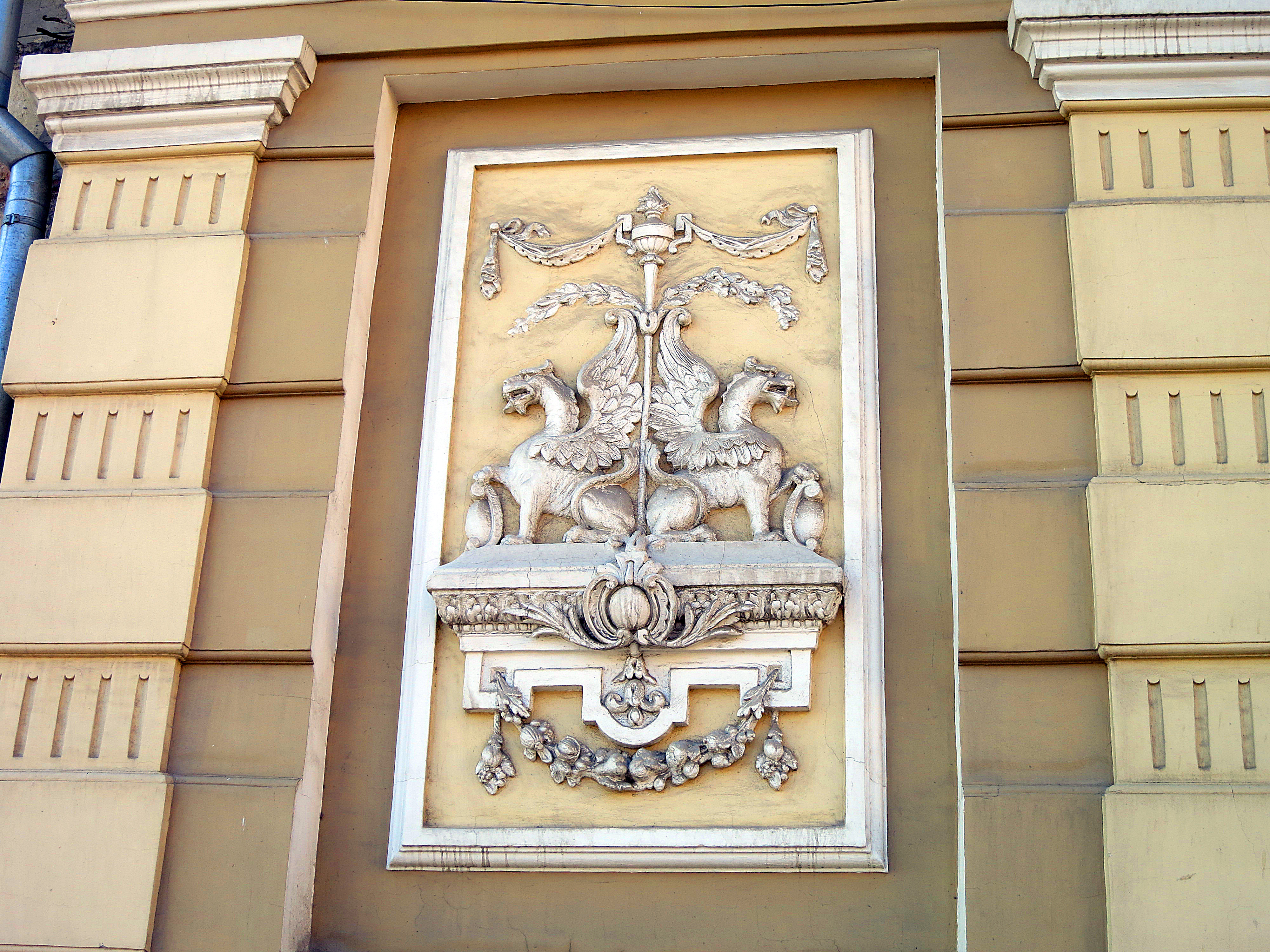
Écusson héraldique de Lev figurant sur sa maison de Rostov, griffon modifié avec corps de lion évoquant son prénom et tête de dragon évoquant sa ténacité mais aussi son fils George (Saint George terrassant le Dragon)

Après la révolution d'Octobre, Lev Philippovitch émigre de Russie vers la France. Il passe les dernières années de sa vie à Paris. Il sera membre de l'Association des Avocats Russes en France dont le trésorier fut Vladimir Zeeler. Il travaille pour les thés Wissotzky dont l'héritier était son gendre ; il sera le juriste de la succursale de Berlin. Il écrivit pour la Russie illustrée  (en russe : Иллюстрированная Россия). Dans ce magazine en 1934  il publia ses souvenirs sur Anton Tchekhov .

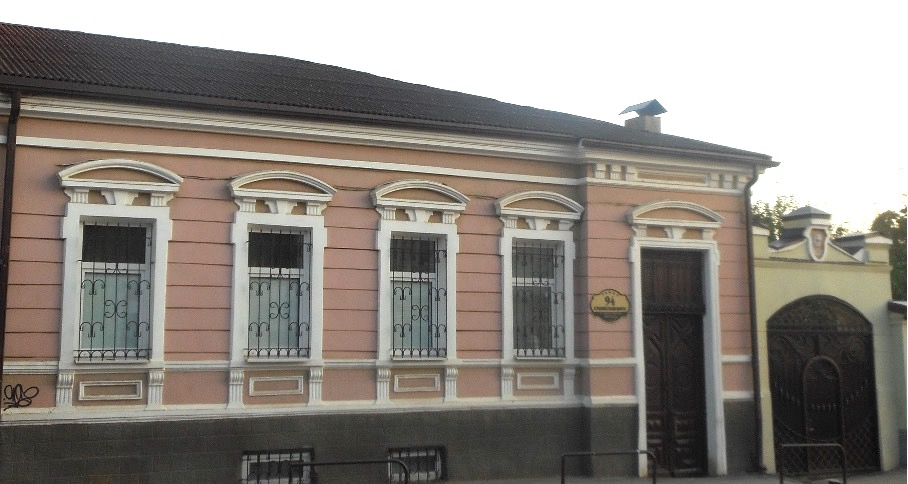
Maison de Lev (rue Staro-Patchtovaya)

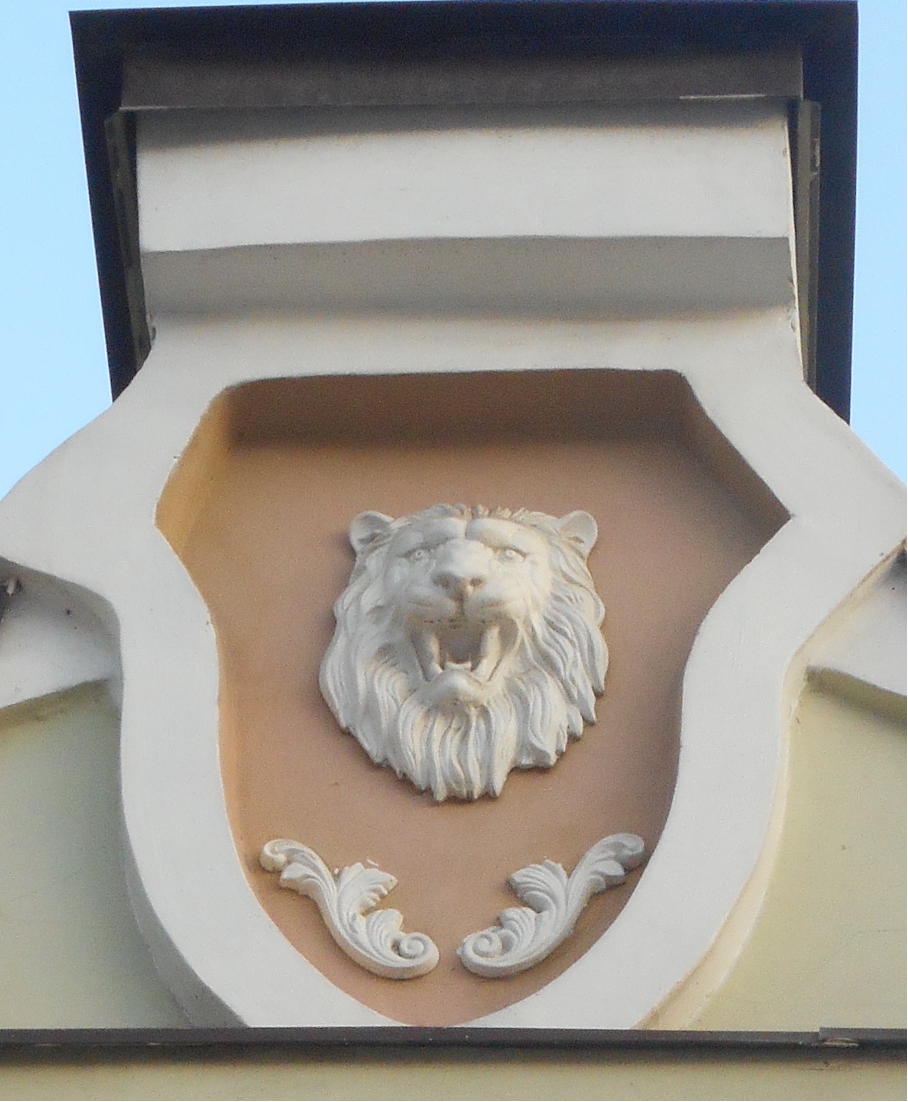
Emblème du Lion symbolisant Lev sur le fronton de sa maison

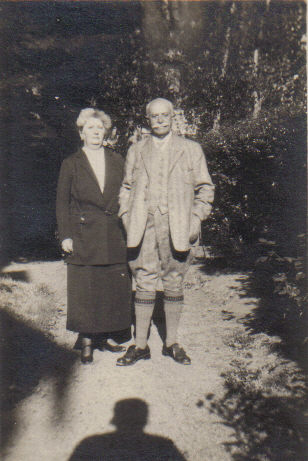
Sophie et Léon Wolkenstein en France

Le 20 mai 1935 Lev Wolkenstein mourut à Courbevoie.  Sa veuve Sofia Efremovna Wolkenstein a vécu quelques années de plus. Elle meurt le 4 janvier 1940 à Vulaines et est enterrée au nouveau cimetière de Neuilly avec son mari.

### Postérité
Le fils de Lev Wolkenstein, George Wolkenstein eut un fils, Alexis Wolkenstein, banquier ; le fils d'Alexis, Pierre Wolkenstein, est professeur de médecine.    

## Famille Wolkenstein: Branche de Lev Philippovitch

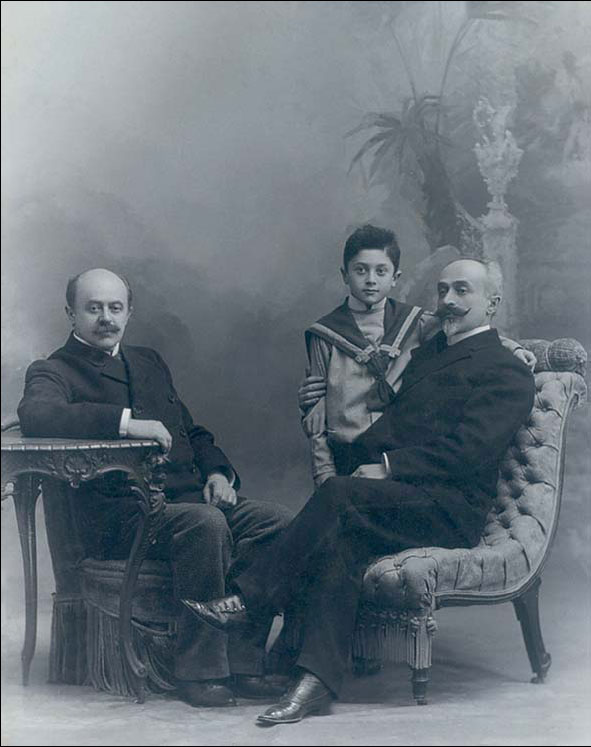
Lev Wolkenstein en face de son fils Georg (Youra) et de son frère Mikhaïl à Rostov-sur-le-Don.

La famille Wolkenstein originaire de Berdytchiv est une famille judéo-allemande (ashkénaze) ayant prospéré dans l'Empire russe à partir de Taganrog et de Kichinev au milieu du XIXe siècle.

### Première génération
Lev Philippovitch eut quatre frères :     
- Ossip Philippovitch (Iossif Falkevitch) Wolkenstein
- Akim Philippovitch (Khaïm Falkevitch) Wolkenstein
- Emmanuel Philippovitch (Menashem Falkevitch) Wolkenstein
- Mikhaïl Philippovitch (Moïceï Falkevitch Wolkenstein dont le fils Vladimir Mikhaïlovitch Wolkenstein était un homme de théâtre célèbre.

Les frères Wolkenstein eurent de nombreux descendants, avocats, artistes, et scientifiques en Russie, en France et en Grande-Bretagne.     

### Deuxième génération

De droite à gauche les quatre enfants de Lev Philippovitch, Eugenia, Georg (Youra), Alicia et Olga

Lev Philippovitch Wolkenstein et Sofia Efremovna née Lion eurent quatre enfants 
- Olga Lvovna Wolkenstein (1889-1950) qui épousera Anatole Chapiro (1881-1940) et n'aura pas d'enfant. Elle mourra tragiquement dans un accident de voiture qui coûtera également la vie à sa sœur Eugénia Wolkenstein (remariée à Vladimir Diamantidi) et à Boris Lourie, le dirigeant des thés Wissotzky, le mari de sa nièce Anna Wissotzky.
- Alicia Lvovna Wolkenstein (?) épousera Vladimir (Semyon) Borisovitch Sharf, dont elle aura deux enfants Andrew (1915-1990) et Marina Sharf (1918-2011), nés tous les deux à Kislovodsk.
- Georg Lvovitch Wolkenstein (1892-1963) deviendra avocat. Il épousera Olga Diamantidi, qui mourra du typhus pendant la révolution. Il s’engagera dans l’armée des volontaires. Il épousera en 1928 Léa Zalgaller dont il aura un fils Alexis Wolkenstein (1932-2002).
- Eugénia Lvovna Wolkenstein (1896-1950). En premières noces Eugénia épouse Georg Vladimirovitch Asmolov (1892-1927); il s'agit du fils de Vladimir Ivanovitch Asmolov[14], magnat du tabac qui fondera un théâtre et le vendra au père d'Eugénie. Elle divorcera rapidement après quelques années en 1917. Elle épousera en secondes noces, Ilya Davidovitch Wissotzky (1880 (Moscou)-1940) (Paris)), l'héritier des thés Wissotzky : elle aura deux enfants de ce mariage, Dimitri et Anna Wissotzky. En troisièmes noces, elle épousera Vladimir Diamantidi (1881 (Taganrog)-?), fils d'un armateur pontique de la mer Noire; Vladimir Diamantidi était également le frère d’Olga Diamantidi, la première femme de George Wolkenstein. Elle mourra dans l'accident qui coûtera la vie, à sa sœur Olga Lvovna Wolkenstein et à Boris Lourie, l'ex-mari de sa fille Anna.

### Troisième génération
Alicia Lvova Wolkenstein eut deux enfants avec Vladimir Sharf :
- Andrew Sharf (1915-1990) marié à Eva Sharf deviendra professeur d’histoire byzantine à l’Université Bar Ilan (Tel-Aviv). Ils n’auront pas d’enfant.
- Marina Sharf ((1918-2011) fut connu sous le nom de Mother Thekla, nonne chrétienne orthodoxe. Elle fut la conseillère spirituelle de John Tavener.

Eugenia Lvovna Wolkenstein eut deux enfants avec Ilya Wissotzky :
- Dimitri Wissotzky né le 27 novembre 1919 à Rome et mort en 1992.
- Anna Wissotzky se mariera avec Boris Lourie, collaborateur de son père dans la compagnie des thés Wissotzky; Boris Lourie en deviendra dirigeant. Elle aura deux enfants, Serge Lourie (1946) et Michael Lourie (1948).

George Lvovitch Wolkenstein eut un fils avec Léa Zalgaller :
- Alexis Wolkenstein (1932-2000), économiste et banquier, il fut directeur général adjoint du Crédit Lyonnais[15]

## Galerie

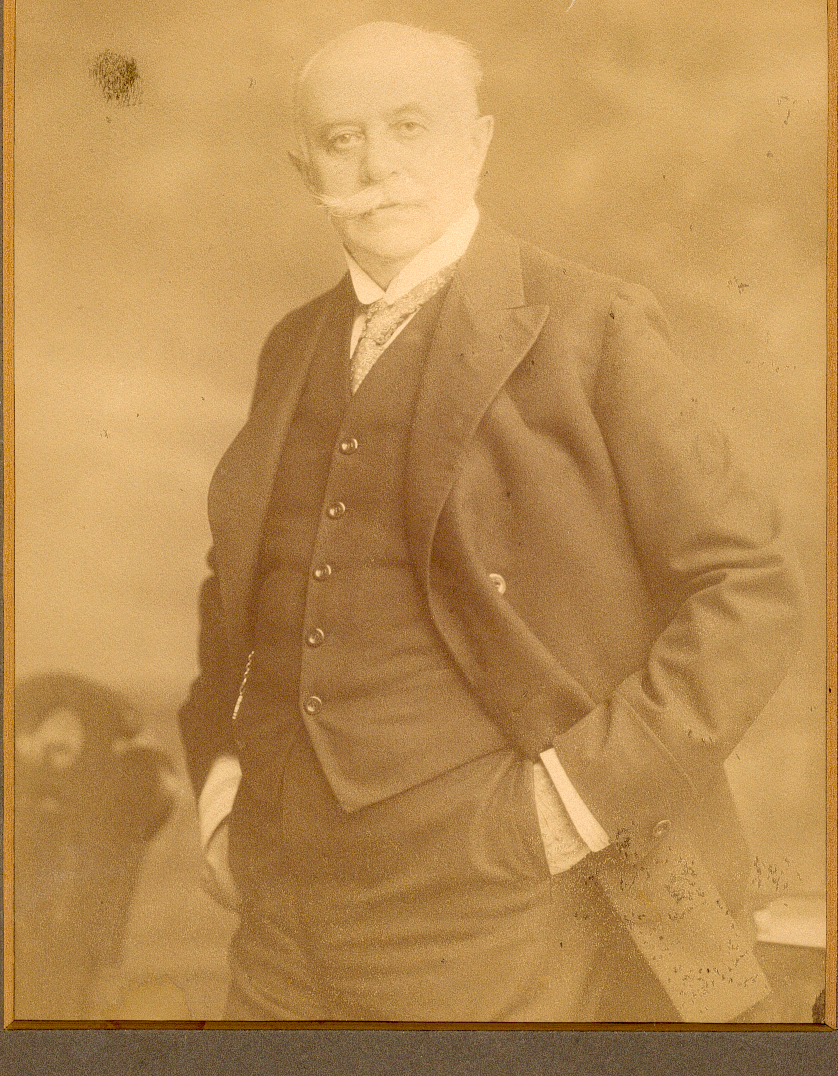
Lev Philippovitch Wolkenstein
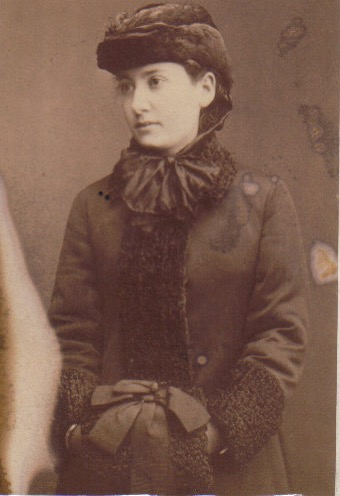
Sophie Efremovna Lion, femme de Lev Philippovitch
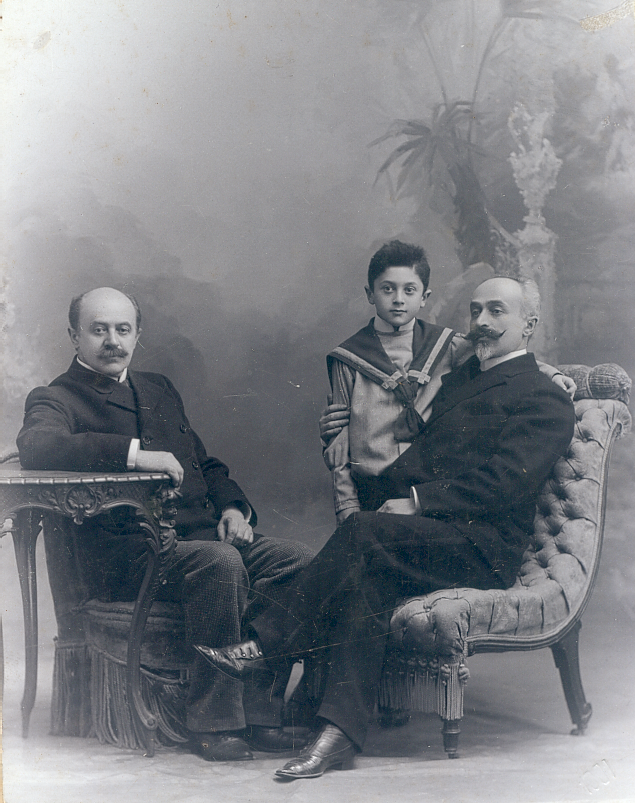
À gauche : Lev Wolkenstein, à droite : Mikhail Wolkenstein et son neveu Yuri (George), le fils de son frère Lev.
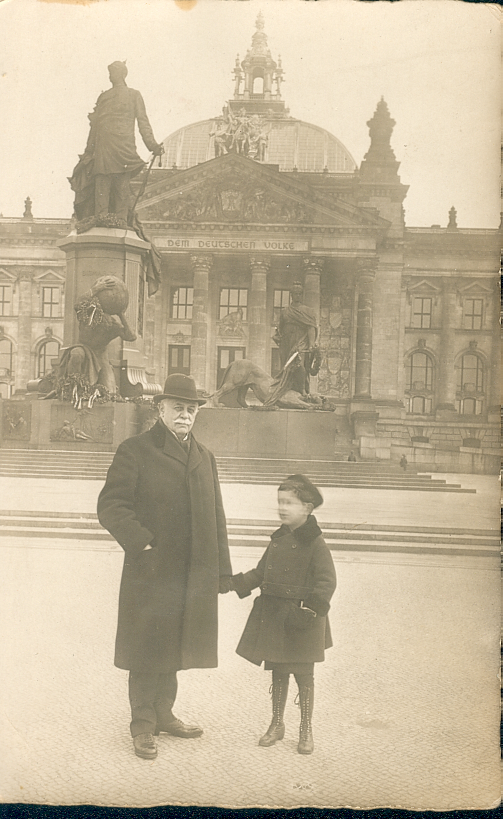
Lev Wolkenstein avec son fils à Berlin